# María Gabriela de Orleans-Braganza
María Gabriela de Orleans-Braganza (Río de Janeiro, 8 de junio de 1989) es una princesa de Brasil y miembro de la Casa de Orleans-Braganza, de la línea cadete, conocida como rama Vassouras. Desde 2024, fecha de la muerte de su padre, Antonio de Orleans-Braganza, es la segunda en el orden de sucesión al antiguo trono de Brasil.
Actualmente reside en Lisboa, Portugal, y es relativamente activa en el movimiento monárquico brasileño, participando en algunos eventos. Licenciada en comunicación social y arquitectura, la princesa es también una cantante aficionada reconocida por los medios de comunicación.

## Familia
Cuarta hija de Antonio de Orleans-Braganza y Cristina de Ligne, María Gabriela es nieta por vía paterna de Pedro Enrique de Orleans-Braganza y María Isabel de Baviera, y por parte materna, nieta de Antonio de Ligne y Alicia de Luxemburgo   . Por parte de su padre, el príncipe Antonio, es bisnieta de Luis de Orleans-Braganza (1878-1920), segundo hijo de Isabel de Brasil  ·  ·  · 
Sus padrinos son su tío paterno, el príncipe Fernando de Orleans-Braganza, y su tía abuela materna, la princesa Yolanda de Ligne.

## Biografía
María Gabriela de Orleans-Braganza nació el 8 de junio de 1989 en Río de Janeiro, Brasil. ·. Su nombre completo es María Gabriela Josefa Fernanda Yolanda Micaela Rafaela Gonzaga de Orleans-Braganza y Ligne  Los primeros nombres María y Josefa le fueron dados en honor a la Virgen María y San José.
Creció en Petrópolis, con sus hermanos, el difunto príncipe Pedro Luis, la princesa Amelia y el príncipe Rafael de Orleans-Braganza.
En 2012, obtuvo la licenciatura en comunicación social por la Pontificia Universidad Católica de Río de Janeiro. Después de vivir un tiempo en Londres debido a su trabajo como arquitecta, se mudó a Bruselas, Bélgica, donde trabajó en publicidad. 
La princesa asiste a menudo a ciertos eventos monárquicos, como la Reunión Nacional de la Monarquía y reuniones más pequeñas, así como a misas con sus padres. Cantante aficionado, lanzó su primer sencillo grabado profesionalmente con motivo del bicentenario de la independencia de Brasil en 2022. Titulada Terra de Santa Cruz, rinde homenaje a la fe y al patriotismo de los brasileños.

## Títulos y tratamientos
| ● 8 de junio de 1989-presente: | Su Alteza Real la señora doña María Gabriela de Orleans-Braganza, princesa de Brasil, princesa de Orleans-Braganza |